# 1937 en Belgique
Chronologie de la Belgique
- 1933
- 1934
- 1935
- 1936
- 1937
- 1938
- 1939
- 1940
- 1941

Cette page recense des événements qui se sont produits durant l'année 1937 en Belgique.

## Chronologie
- 24 avril : déclaration commune franco-britannique garantissant la neutralité belge[1].
- 16 novembre : accident aérien à Ostende, causant la mort de la plupart des membres de la famille grand-ducale de Hesse.

## Culture

### Bande dessinée
- L'Oreille cassée.

### Littérature
- Prix Goncourt : Charles Plisnier, Faux Passeports (Corrêa).

## Naissances
- 16 mars : Guillaume Raskin, footballeur († 16 novembre 2016).
- 18 septembre : Paul Van Grembergen, homme politique († 4 juin 2016).
- 28 novembre : René Schumacker, botaniste et bryologue († 10 février 2015).
- 14 décembre : Frans De Mulder, coureur cycliste († 5 mars 2001).

## Décès
- 2 juillet : Guillaume Van Strydonck, peintre et pastelliste (° 10 décembre 1861).
- 9 octobre : Auguste De Boeck, compositeur, organiste et pédagogue musical (° 9 mai 1865).
- 3 décembre : Prosper Poullet, homme politique (° 5 mars 1868).
- 31 décembre : Louis Franck, juriste et homme politique (° 28 novembre 1868).